# British Columbia School for the Deaf
Die British Columbia School for the Deaf ist eine Provinzschule in Burnaby in der kanadischen Provinz British Columbia mit Tagesprogrammen für gehörlose und schwerhörige Schüler. Die im Jahr 1915 gegründete Schule unterrichtet auch Sekundarschüler. Sie betreut rund 50 Schüler und teilt sich einen Campus mit der Burnaby South Secondary School für hörende Schüler.

## Grundschule
Die British Columbia School for the Deaf ist auch eine aktive Grundschule in Burnaby, die Schüler vom Kindergarten bis zur 7. Klasse unterrichtet.
Die Grundschule teilt sich einen Campus mit der South Slope Elementary School (für hörende Schüler) und beherbergt etwa 100 Schüler.
Gehörlose Studierende aus Kanada besuchen im Rahmen postsekundärer Programme häufig die Gallaudet University oder das Vancouver Community College (VCC).